# Нова Остроленка
Нова Остроленка (пол. Nowa Ostrołęka) — село в Польщі, у гміні Варка Груєцького повіту Мазовецького воєводства.
У 1975-1998 роках село належало до Радомського воєводства.